# Cuchaentza
Cuchaentza ist eine Ortschaft und eine Parroquia rural („ländliches Kirchspiel“) im Kanton Morona der ecuadorianischen Provinz Morona Santiago. Die Parroquia besitzt eine Fläche von 355,2 km². Beim Zensus 2010 wurden 1785 Einwohner gezählt.

## Lage
Die Parroquia Cuchaentza liegt in der vorandinen Zone am Rande des Amazonasbeckens südwestlich vom Flusslauf des Río Pastaza. Das Gebiet besitzt eine Längsausdehnung in Nord-Süd-Richtung von 33 km sowie eine maximale Breite von 16 km. Die Parroquia umfasst das obere Einzugsgebiet des Río Macuma. Entlang der östlichen Verwaltungsgrenze verläuft ein bis zu 1900 m hoher subandiner Gebirgszug, der im Norden vom Río Macuma umflossen wird. Der Südosten der Parroquia wird über den Río Cangaime nach Osten entwässert. Der etwa 1000 m hoch gelegene Hauptort Cuchaentza befindet sich 35 km nordöstlich der Provinzhauptstadt Macas. Eine etwa 18 km lange Nebenstraße verbindet den Ort mit der weiter westlich verlaufenden Fernstraße E45 (Macas–Puyo). Nach Osten führt die Straße weiter nach Macuma.
Die Parroquia Cuchaentza grenzt im Osten an die Parroquia Macuma (Kanton Taisha), im Süden und im Westen an die Parroquia Sevilla Don Bosco sowie im Norden an die Parroquia Chiguaza (Kanton Huamboya).

## Geschichte
Die Parroquia Cuchaentza wurde am 21. Januar 1991 gegründet (Acuerdo Ministerial N° 627).